# 甘藷猿金花蟲
甘藷猿金花蟲（学名：Colasposoma auripenne）为金花蟲科甘藷猿金花蟲屬下的一个种。